# AZS Uniwersytet Zielonogórski
Klub Uczelniany Akademickiego Związku Sportowego Uniwersytetu Zielonogórskiego – wielosekcyjny klub sportowy, działający przy Uniwersytecie Zielonogórskim.

## Sekcje sportowe
- Futsalowa
- Piłki ręcznej
- Siatkarska
- Tenisa stołowego
- Koszykarska
- Jeździecka
- Fitnessu
- Capoeiry

## Zespoły ligowe
AZS UZ Zielona Góra – drużyna piłki ręcznej mężczyzn, występująca w I lidze polskiej.
AZS UZ Zielona Góra – drużyna siatkarska mężczyzn, występująca w II lidze polskiej.
AZS UZ Zielona Góra - drużyna siatkarska kobiet, występująca w III lidze polskiej.
Persa MOSiR AZS UZ Zielona Góra – drużyna futsalowa mężczyzn, występująca w I lidze polskiej.
AZS UZ Zielona Góra – drużyna tenisa stołowego mężczyzn, występująca w II lidze polskiej.